# Jon Bernthal
Jonathan Edward "Jon" Bernthal, född 20 september 1976 i Washington, D.C., är en amerikansk skådespelare.
Bernthal är bland annat känd för sin roll i TV-serien The Walking Dead på AMC. Han har framträtt i över 30 pjäser regionalt och off-Broadway, däribland många med sin egen prisbelönta teatersällskap Fovea Floods. Han syntes också i flera tv-serier som Law & Order: Criminal Intent år 2002, The Class från 2006 till 2007 och The Pacific i början av 2010.
År 2015 meddelades att Bernthal spelar Frank Castle/Punisher. Han debuterade på Daredevil innan han spelade i sin egen titelserie The Punisher (2017–2019). Under våren 2025 återvände han till rollen i Daredevil: Born Again.

## Filmografi

### Filmer
- 2002 – Mary/Mary
- 2004 – Tony 'n' Tina's Wedding
- 2004 – Revenge of the Middle-Aged Woman (TV-film)
- 2006 – World Trade Center
- 2007 – Nollpunkten
- 2007 – Air I Breathe
- 2008 – Bar Starz
- 2008 – A Line in the Sand
- 2009 – Natt på museet 2
- 2010 – The Ghost Writer
- 2010 – Date Night
- 2011 – Rampart
- 2013 – Snitch
- 2013 – Grudge Match
- 2013 – The Wolf of Wall Street
- 2014 – Fury
- 2015 – Sicario
- 2015 – Me and Earl and the Dying Girl
- 2015 – We Are Your Friends
- 2016 – The Accountant
- 2017 – Wind River
- 2017 – Baby Driver
- 2017 – Sweet Virginia
- 2017 – Pilgrimage
- 2017 – Shot Caller
- 2018 – Widows
- 2019 – The Peanut Butter Falcon
- 2019 – Le Mans '66
- 2020 – Viena and the Fantomes
- 2021 – Those Who Wish Me Dead
- 2021 – King Richard
- 2021 – The Many Saints of Newark
- 2021 – The Unforgivable
- 2022 – Sharp Stick
- 2023 – Origin
- 2025 – The Accountant 2
- 2025 – The Amateur
- 2026 – The Odyssey
- 2026 – Spider-Man: Brand New Day

### TV-serier
- 2002 – Law & Order: Criminal Intent (1 avsnitt)
- 2004 – Brottskod: Försvunnen (1 avsnitt)
- 2004 – Dr. Vegas (1 avsnitt)
- 2004 – Boston Legal (1 avsnitt)
- 2005 – Johnny Zero (1 avsnitt)
- 2005 – CSI: Miami (2 avsnitt)
- 2005 – Law & Order: Special Victims Unit (1 avsnitt)
- 2005 – How I Met Your Mother (1 avsnitt)
- 2006-2007 – The Class (19 avsnitt)
- 2009-2010 – Eastwick (12 avsnitt)
- 2010 – The Pacific (2 avsnitt)
- 2010 – Numb3rs (1 avsnitt)
- 2012 – Harry's Law (1 avsnitt)
- 2012; 2018 – Robot Chicken (1 avsnitt, röst)
- 2010–2012; 2018 – The Walking Dead (20 avsnitt)
- 2013 – Mob City (TV-serie)
- 2016 – Daredevil (TV-serie)
- 2017–2019 – The Punisher (TV-serie)
- 2018–2019 – Unbreakable Kimmy Schmidt (TV-serie)
- 2022 – We Own This City (TV-serie)
- 2022 – American Gigolo (TV-serie)
- 2022–2025 – The Bear (TV-serie)
- 2025–2026 – Daredevil: Born Again (TV-serie)